# Stanisław Rey (zm. 1464)
Stanisław Rey, także Roy z Kobylnik herbu Oksza (zm. 1464) – polski urzędnik dworski, podskarbi i kanclerz królowej Zofii, starosta nowokorczyński, kanonik gnieźnieńskiej kapituły katedralnej od 1450 roku, kanonik krakowskiej kapituły katedralnej, kanonik sandomierski.
Od około 1423 był wikariuszem katedralnym krakowskim oraz notariuszem w kancelarii królewskiej. Przez wiele lat (od około 1438) związany z dworem królowej Zofii (wdowy po Władysławie Jagielle), w latach 1439–1447 występuje w dokumentach jako jej skarbnik, w latach 50. XV wieku jako kanclerz. Od 1442 do 1460 był starostą Nowego Miasta Korczyna, 1455–1459 starostą Żarnowca. Zebrał kilka godności kanonika – sandomierskiego (1447), gnieźnieńskiego (1450), krakowskiego (1451). Król Kazimierz Jagiellończyk nadał mu własność części młyna w Żarnowcu (1447) w uznaniu zasług dla królowej.
Był jednym ze świadków testamentu biskupa krakowskiego Zbigniewa Oleśnickiego. Brał udział w obradach kapituły krakowskiej dotyczących obsady biskupstwa po śmierci Oleśnickiego, w sierpniu 1462 współprzewodniczył obradom synodu krakowskiego. W kościele Św. Szczepana w Krakowie fundował spiżową chrzcielnicę (1425), później również kaplicę świętych Mateusza i Macieja Apostołów.
Stanisław Roj bywa mylony z Janem Reyem (zm. 1468), również kanonikiem krakowskim oraz Stanisławem Reyem, plebanem kościoła Św. Katarzyny w Przemykowie, doktorem dekretów.